# Raman Trapačkin
Raman Valer'evič Trapačkin (in bielorusso Роман Валерьевич Трепачкин?, traslitterazione anglosassone: Roman Trepachkin; 20 maggio 1977) è un ex calciatore bielorusso, di ruolo centrocampista.

## Carriera

### Club
Trepačkin ha cominciato la carriera con la maglia della Tarpeda Žodzina, per cui ha giocato dal 1994 al 1998. Nel 1999 è stato ingaggiato dalla Dinamo Minsk, per cui ha disputato due stagioni.
Nel 2001, Trepačkin si è trasferito allo Šachcër Salihorsk: ha esordito in squadra, in Vyšėjšaja Liha, in data 28 aprile: è stato schierato titolare nel pareggio per 1-1 arrivato in casa contro lo Slavija Mazyr. Il 22 maggio 2001 è arrivata la prima rete in campionato, nella vittoria per 4-1 arrivata sulla Dinamo Brėst.
Nel 2005, Trepačkin è passato agli ucraini del Kryvbas. A luglio dello stesso anno ha fatto però ritorno in Bielorussia, per giocare nelle file della Dinamo Brėst. È tornato a calcare i campi da calcio locali il 28 agosto, in occasione della sconfitta per 2-0 subita sul campo della Dinamo Minsk.
In vista della stagione 2006, Trepačkin si è accordato con la Ljakamatyŭ Vicebsk. Ha debuttato con questa casacca il 18 aprile, nel pareggio per 0-0 contro il Nëman. Il 21 ottobre 2006 ha siglato il primo gol, in occasione del pareggio per 1-1 contro il BATĖ Borisov. L'anno seguente, la squadra ha cambiato la propria denominazione in Vicebsk.
Nel 2008, Trepačkin ha fatto ritorno alla Tarpeda Žodzina. Nel 2009 si è accordato con l'Haradzeja, per cui ha giocato per un biennio. Dal 2011 al 2013 è stato in forza al Rudzensk, per poi ritirarsi dall'attività agonistica.

### Nazionale
Trepačkin conta 2 presenze per la Bielorussia under 21: ha esordito nelle qualificazioni al campionato europeo 2000 in data 3 settembre 1999, quando è stato schierato titolare nella vittoria per 1-0 sul Galles.

## Statistiche

### Presenze e reti nei club
Statistiche aggiornate al 24 febbraio 2021.
| Stagione                 | Club                     | Campionato               | Campionato | Campionato | Coppe nazionali | Coppe nazionali | Coppe nazionali | Coppe continentali | Coppe continentali | Coppe continentali | Supercoppe | Supercoppe | Supercoppe | Totale | Totale |
| Stagione                 | Club                     | Comp                     | Pres       | Reti       | Comp            | Pres            | Reti            | Comp               | Pres               | Reti               | Comp       | Pres       | Reti       | Pres   | Reti   |
| ------------------------ | ------------------------ | ------------------------ | ---------- | ---------- | --------------- | --------------- | --------------- | ------------------ | ------------------ | ------------------ | ---------- | ---------- | ---------- | ------ | ------ |
| 1994-1995                | Tarpeda Žodzina          | 1L                       | ?          | ?          | CB              | ?               | ?               | -                  | -                  | -                  | -          | -          | -          | ?      | ?      |
| 1995                     | Tarpeda Žodzina          | 1L                       | ?          | ?          | CB              | ?               | ?               | -                  | -                  | -                  | -          | -          | -          | ?      | ?      |
| 1996                     | Tarpeda Žodzina          | 1L                       | ?          | ?          | CB              | ?               | ?               | -                  | -                  | -                  | -          | -          | -          | ?      | ?      |
| 1997                     | Tarpeda Žodzina          | 1L                       | ?          | ?          | CB              | ?               | ?               | -                  | -                  | -                  | -          | -          | -          | ?      | ?      |
| 1998                     | Tarpeda Žodzina          | 1L                       | ?          | ?          | CB              | ?               | ?               | -                  | -                  | -                  | -          | -          | -          | ?      | ?      |
| 1999                     | Dinamo Minsk             | VL                       | ?          | ?          | CB              | ?               | ?               | -                  | -                  | -                  | -          | -          | -          | ?      | ?      |
| 2000                     | Dinamo Minsk             | VL                       | ?          | ?          | CB              | ?               | ?               | -                  | -                  | -                  | -          | -          | -          | ?      | ?      |
| Totale Dinamo Minsk      | Totale Dinamo Minsk      | Totale Dinamo Minsk      | ?          | ?          |                 | ?               | ?               |                    | -                  | -                  |            | -          | -          | ?      | ?      |
| 2001                     | Šachcër Salihorsk        | VL                       | 24         | 3          | CB              | ?               | ?               | CU                 | 2                  | 0                  | -          | -          | -          | ?      | ?      |
| 2002                     | Šachcër Salihorsk        | VL                       | 26         | 4          | CB              | ?               | ?               | -                  | -                  | -                  | -          | -          | -          | ?      | ?      |
| 2003                     | Šachcër Salihorsk        | VL                       | 30         | 1          | CB              | ?               | ?               | Int                | 4                  | 0                  | -          | -          | -          | ?      | ?      |
| 2004                     | Šachcër Salihorsk        | VL                       | 29         | 1          | CB              | ?               | ?               | CU                 | 2                  | 0                  | -          | -          | -          | ?      | ?      |
| Totale Šachcër Salihorsk | Totale Šachcër Salihorsk | Totale Šachcër Salihorsk | 109        | 9          |                 | ?               | ?               |                    | 8                  | 0                  |            | -          | -          | 117+   | 9+     |
| gen.-lug. 2005           | Kryvbas                  | VL                       | ?          | ?          | CU              | ?               | ?               | -                  | -                  | -                  | -          | -          | -          | ?      | ?      |
| lug.-dic. 2005           | Dinamo Brėst             | VL                       | 8          | 0          | CB              | 1               | 0               | -                  | -                  | -                  | -          | -          | -          | 9      | 0      |
| 2006                     | Vicebsk                  | VL                       | 26         | 1          | CB              | ?               | ?               | -                  | -                  | -                  | -          | -          | -          | 26+    | 1+     |
| 2007                     | Vicebsk                  | VL                       | 24         | 0          | CB              | ?               | ?               | -                  | -                  | -                  | -          | -          | -          | 24+    | 0+     |
| Totale Vicebsk           | Totale Vicebsk           | Totale Vicebsk           | 50         | 1          |                 | ?               | ?               |                    | -                  | -                  |            | -          | -          | 50+    | 1+     |
| 2008                     | Tarpeda Žodzina          | VL                       | 18         | 0          | CB              | ?               | ?               | -                  | -                  | -                  | -          | -          | -          | 18+    | 0+     |
| Totale Tarpeda Žodzina   | Totale Tarpeda Žodzina   | Totale Tarpeda Žodzina   | 18+        | 0+         |                 | ?               | ?               |                    | -                  | -                  |            | -          | -          | 18+    | 0+     |
| 2009                     | Haradzeja                | 2L                       | ?          | ?          | CB              | ?               | ?               | -                  | -                  | -                  | -          | -          | -          | ?      | ?      |
| 2010                     | Haradzeja                | 2L                       | ?          | ?          | CB              | ?               | ?               | -                  | -                  | -                  | -          | -          | -          | ?      | ?      |
| Totale Haradzeja         | Totale Haradzeja         | Totale Haradzeja         | ?          | ?          |                 | ?               | ?               |                    | -                  | -                  |            | -          | -          | ?      | ?      |
| 2011                     | Rudzensk                 | 1L                       | 24         | 1          | CB              | ?               | ?               | -                  | -                  | -                  | -          | -          | -          | 24+    | 1+     |
| 2012                     | Rudzensk                 | 1L                       | ?          | ?          | CB              | ?               | ?               | -                  | -                  | -                  | -          | -          | -          | ?      | ?      |
| 2013                     | Rudzensk                 | 2L                       | ?          | ?          | CB              | ?               | ?               | -                  | -                  | -                  | -          | -          | -          | ?      | ?      |
| Totale Rudzensk          | Totale Rudzensk          | Totale Rudzensk          | 24+        | 1+         |                 | ?               | ?               |                    | -                  | -                  |            | -          | -          | 24+    | 1+     |
| Totale                   | Totale                   | Totale                   | ?          | ?          |                 | ?               | ?               |                    | 8                  | 0                  |            | -          | -          | ?      | ?      |